# Liz McDonald
Elizabeth Jayne "Liz" Greenwood-McDonald (apellido de soltera: Greenwood, previamente: Tomlin) es un personaje ficticio de la serie de televisión australiana Neighbours, interpretada por la actriz Beverley Callard del 27 de octubre de 1989 hasta 1998, Callard regresó del 2000 al 2001, nuevamente apareció en la serie del 1003 hasta el 2011.
En el 2013 se anunció que Beverly regresaría a la serie en octubre del mismo año.